# سفارة السويد في نيوزيلندا
سفارة السويد في نيوزيلندا هي أرفع تمثيل دبلوماسي لدولة السويد لدى نيوزيلندا. تقع السفارة في وهي تهدف لتعزيز المصالح السويدية في نيوزيلندا.

## وصلات خارجية
- قائمة سفارات السويد
- قائمة السفارات في نيوزيلندا